# Daniel Hemetsberger
Daniel Hemetsberger (ur. 23 maja 1991 w Vöcklabruck) – austriacki narciarz alpejski.

## Kariera
Po raz pierwszy na arenie międzynarodowej pojawił się 2 grudnia 2006 roku podczas zawodów juniorskich w Kaunertal. Zajął wtedy 76. miejsce w gigancie. Nigdy nie wystartował na mistrzostwach świata juniorów.
Debiut w Pucharze Świata zanotował 20 stycznia 2018 roku, kiedy to w Kitzbühel zajął 45. miejsce w zjeździe. Pierwsze pucharowe punkty zdobył 7 marca 2020 roku, w Kvitfjell, gdzie w zjeździe zajął 15. miejsce w tej samej konkurencji. Na podium zawodów tego cyklu pierwszy raz stanął 23 stycznia 2022 roku w Kitzbühel, kończąc rywalizację w zjeździe na trzeciej pozycji. Wyprzedzili go jedynie Szwajcarzy: Beat Feuz i Marco Odermatt. W klasyfikacji generalnej sezonu 2022/2023 zajął 16. miejsce, w klasyfikacji supergiganta był ósmy, a w klasyfikacji zjazdu dziewiąty.
Podczas igrzysk olimpijskich w Pekinie w 2022 roku zajął 21. miejsce w zjeździe. Na rozgrywanych rok później mistrzostwach świata w Courchevel/Méribel był czternasty w zjeździe i supergigancie.

## Osiągnięcia

### Igrzyska olimpijskie
| Miejsce | Dzień    | Rok  | Miejscowość | Konkurencja | Czas biegu | Strata | Zwycięzca |
| ------- | -------- | ---- | ----------- | ----------- | ---------- | ------ | --------- |
| 21.     | 7 lutego | 2022 | Pekin       | Zjazd       | 1:42,69    | +1,90  | Beat Feuz |

### Mistrzostwa świata
| Miejsce | Dzień     | Rok  | Miejscowość        | Konkurencja | Czas zawodów | Strata | Zwycięzca      |
| ------- | --------- | ---- | ------------------ | ----------- | ------------ | ------ | -------------- |
| 14.     | 9 lutego  | 2023 | Courchevel/Méribel | Supergigant | 1:07,22      | +1,17  | James Crawford |
| 14.     | 12 lutego | 2023 | Courchevel/Méribel | Zjazd       | 1:47,05      | +1,28  | Marco Odermatt |

### Puchar Świata

#### Miejsca w klasyfikacji generalnej
- sezon 2019/2020: 133.
- sezon 2020/2021: 64.
- sezon 2021/2022: 18.
- sezon 2022/2023: 16.
- sezon 2023/2024:

#### Miejsca na podium chronologicznie
| Nr | Dzień        | Rok  | Miejscowość       | Konkurencja | Czas biegu | Lok. | Strata | Zwycięzca               |
| -- | ------------ | ---- | ----------------- | ----------- | ---------- | ---- | ------ | ----------------------- |
| 1. | 23 stycznia  | 2022 | Kitzbühel         | zjazd       | 1:57,58    | 3.   | +0,90  | Beat Feuz               |
| 2. | 26 listopada | 2022 | Lake Louise       | zjazd       | 1:48,04    | 2.   | +0,06  | Aleksander Aamodt Kilde |
| 3. | 29 stycznia  | 2023 | Cortina d’Ampezzo | supergigant | 1:26,16    | 3.   | +1,03  | Marco Odermatt          |
| 2. | 15 grudnia   | 2023 | Val Gardena       | supergigant | 1:28,39    | 2.   | +0,02  | Vincent Kriechmayr      |